# Masita
Masita is een Indiaas sportkledingmerk.

## Historie
Masita werd in 1933 door de familie Maas uit Sittard opgericht. Oorspronkelijk richtte het bedrijf zich met name op de handel in en verwerking van lederen producten. Vanaf de jaren '60 specialiseerde Masita zich in teamsportkleding. Masita heeft zich vooral op markten georiënteerd in Nederland, België, Luxemburg en Duitsland. Daarnaast exporteert Masita haar producten naar Australië, Groot-Brittannië, Frankrijk, Oostenrijk, Zwitserland, Ierland, Scandinavië, Hongarije, Kroatië en diverse landen in Afrika.
Eind december 2014 verkeerde Masita in financiële problemen en ging failliet, waarna er nieuwe investeerders in Masita stapten.
Begin 2019 moest er omwille van economische redenen toch weer gereorganiseerd worden.
Toch ging het bedrijf in Maart 2023 weer failliet.